# Blake Horton
Blake Horton (Nowra, 8 november 1994) is een Australisch voetballer die als keeper speelt.

## Carrière
Blake Horton speelde in het seizoen 2014-15 met Rockdale City Suns FC in de New South Wales Premier League. In de zomer van 2016 vertrok hij naar Telstar, waar hij reservekeeper achter Wesley Zonneveld werd. Op 29 januari 2016 maakte hij zijn debuut in het betaalde voetbal, in de met 1-0 verloren uitwedstrijd tegen FC Emmen. Hij verving na 69 minuten Wesley Zonneveld. In 2017 ging hij naar OFC dat uitkomt in de Derde divisie, waar hij tot 2018 speelde. Sindsdien speelt hij voor het Engelse Mildenhall Town FC.

### Carrièrestatistieken
| Seizoen                         | Club                  | Land           | Competitie     | Competitie | Competitie | Beker | Beker | Totaal | Totaal |
| Seizoen                         | Club                  | Land           | Competitie     | Wed.       | Dlp.       | Wed.  | Dlp.  | Wed.   | Dlp.   |
| ------------------------------- | --------------------- | -------------- | -------------- | ---------- | ---------- | ----- | ----- | ------ | ------ |
| 2014/15                         | Rockdale City Suns FC | Australië      | NSW PL         | 7          | 0          | ?     | ?     | 7      | 0      |
| 2015/16                         | Telstar               | Nederland      | Eerste divisie | 2          | 0          | 0     | 0     | 2      | 0      |
| 2016/17                         | Telstar               | Nederland      | Eerste divisie | 0          | 0          | 0     | 0     | 0      | 0      |
| Carrièretotaal                  | Carrièretotaal        | Carrièretotaal | Carrièretotaal | 9          | 0          | 0     | 0     | 9      | 0      |
| Bijgewerkt op 12 september 2017 |                       |                |                |            |            |       |       |        |        |